# Xenoschmidtia inyangana
Xenoschmidtia inyangana är en insektsart som beskrevs av Marius Descamps 1973. Xenoschmidtia inyangana ingår i släktet Xenoschmidtia och familjen Euschmidtiidae. Inga underarter finns listade i Catalogue of Life.